# Nikołaj Ruchadze
Nikołaj Maksimowicz Ruchadze (gruz. ნიკოლოზ რუხაძე; ur. 21 września?/4 października 1905 w Rustawi, zm. 15 listopada 1955) – minister bezpieczeństwa państwowego Gruzińskiej SRR (1948-1952), generał porucznik, funkcjonariusz bezpieczeństwa państwowego ZSRR.

## Życiorys
Miał wykształcenie średnie, od 1922 należał do Komsomołu, a od września 1927 do WKP(b), od marca 1927 funkcjonariusz GPU w Adżarii, od stycznia 1932 do kwietnia 1933 szef Wydziału Tajno-Politycznego GPU Adżarii. Od kwietnia 1933 do czerwca 1934 szef rejonowego oddziału GPU w Lanczchuti, od lipca 1934 do marca 1935 szef rejonowego oddziału NKWD w Macharadze (obecnie Ozurgeti), a od marca 1935 do października 1937 szef Miejskiego Oddziału NKWD w Gagrze, od 22 kwietnia 1936 major. Od marca 1939 do 26 marca 1941 szef Wydziału Śledczego NKWD Gruzińskiej SRR, 10 lipca 1939 mianowany kapitanem bezpieczeństwa państwowego, a 22 października 1940 majorem bezpieczeństwa państwowego, od 26 marca do 24 sierpnia 1941 I zastępca ludowego komisarza spraw wewnętrznych Gruzińskiej SRR, od 24 sierpnia 1941 do 29 kwietnia 1943 szef Wydziału Specjalnego NKWD Frontu Zakaukaskiego/Frontu Krymskiego/Frontu Kaukaskiego/Frontu Północno-Kaukaskiego, 13 kwietnia 1943 awansowany na starszego majora bezpieczeństwa państwowego, a 14 lutego 1943 komisarza bezpieczeństwa państwowego. Od 29 kwietnia 1943 do 22 lipca 1945 szef Zarządu Kontrwywiadu Smiersz Zakaukaskiego Okręgu Wojskowego, 26 maja 1943 mianowany generałem majorem, a 2 listopada 1944 generałem porucznikiem, od września 1945 do stycznia 1946 oddelegowany do Berlina, od 12 stycznia 1948 do 9 czerwca 1952 minister bezpieczeństwa państwowego Gruzińskiej SRR. Deputowany do Rady Najwyższej ZSRR 2 i 3 kadencji.
19 lipca 1952 aresztowany, 19 września 1955 skazany w procesie w Tbilisi przez Kolegium Wojskowe Sądu Najwyższego ZSRR na śmierć, 1 października 1955 pozbawiony stopnia generalskiego, następnie rozstrzelany.

## Odznaczenia i nagrody
- Order Czerwonego Sztandaru (pięciokrotnie - 13 grudnia 1942, 8 marca 1944, 31 lipca 1944, 21 maja 1947 i 24 sierpnia 1949)
- Order Wojny Ojczyźnianej I klasy (dwukrotnie - 28 października 1943 i 13 września 1945)
- Order Czerwonej Gwiazdy (dwukrotnie - 22 lipca 1937 i 3 listopada 1944)
- Odznaka "Honorowy Funkcjonariusz Czeki/GPU (XV)" (2 marca 1936)
- Złoty zegarek od Rady Komisarzy Ludowych Gruzińskiej SRR (1934)

I 3 medale.